# Аякс Оїлід
Аякс Оїлід, також Аякс Малий (Еант; дав.-гр. Αἴᾱς) — персонаж давньогрецької міфології. Початковий культ покровителя моряків Аякса з часом розділився на два міфологічні образи— царя Саламіна і царя Локриди. В «Іліаді» Гомера представлені обидва Аякса, причому першість має саламінський правитель. У зв'язку з цим саламінського Аякса часто називають «Великим», а локрідського — «Малим». В класичну добу античностіобраз Аякса Малого зазнав чергових трансформацій. У Локриді його вважали військовим покровителем локрів, поміщали зображення на монетах і будували на його честь вівтарі. У кіклічних поемах, автори яких негативно ставилися до локрів, Аяксу приписали кілька святотатських вчинків. Під час взяття Трої він зґвалтував дочку Пріама Касандру, котра шукала прихистку у статуї Афіни.
При поверненні додому розгнівана богиня наслала на грецький флот бурю. Сам Аякс, всупереч гніву богині, зміг врятуватися. Він схопився за скелю і вигукнув, що живий, попри волю богів. Цим Аякс розгнівав Посейдона, який розколов скелю своїм тризубом.
Міфологічні сюжети про Аякса знайшли відображення на багатьох картинах західноєвропейських художників Нового часу, в баладі «Свято побідників» Фрідріха Шиллера і кількох операх.

## Міфи

### Походження. До Троянської війни
Згідно з античними міфами, Аякс був сином царя Локриди Оїлея. Матір'ю Аякса різні джерела називали Еріопіду, Алкімаху і німфу Рену. У Аякса був єдинокровний брат Медон. Згідно зі Страбоном і Овідієм, народився в локрійському місті Нарік.
Згідно з Гомером, царював над племенами які населяли «Кінос, Опунт, Калліар заселяли, Бесси пониззя, і Скарфу, й Авгеї долини принадні, Тарфу і Троній, і Багрія бистрого всі узбережжя». Історики відзначають, що царство Аякса перетинається з володіннями іншого міфологічного персонажа — Ахілла. На цій підставі робиться висновок, що «Іліада» змонтована з багатьох частин, в яких фігурують оповіді не тільки різних народів, а й епох.
Аякс Оїлід був одним з декількох десятків женихів Єлени. Названий батько нареченої спартанський цар Тіндарей опинився перед складним вибором. З безлічі знаменитих воїнів, царів, синів богів він міг отримати одного союзника, який став чоловіком Єлени, і кілька десятків розсерджених ворогів. За порадою Одіссея, Тіндарей зобов'язав всіх женихів дати присягу визнати майбутнього чоловіка Єлени й, що головне, прийти йому на допомогу в разі небезпеки та образи. В результаті чоловіком Єлени став Менелай, але Аякс виявився пов'язаним на все життя даною Тиндарею присягою. Коли через десять років троянський царевич Паріс за сприяння Афродіти викрав Єлену, Аякс зі своїм військом був змушений влитися в армію ахейців, яка вирушила до стін Трої.

### Троянська війна

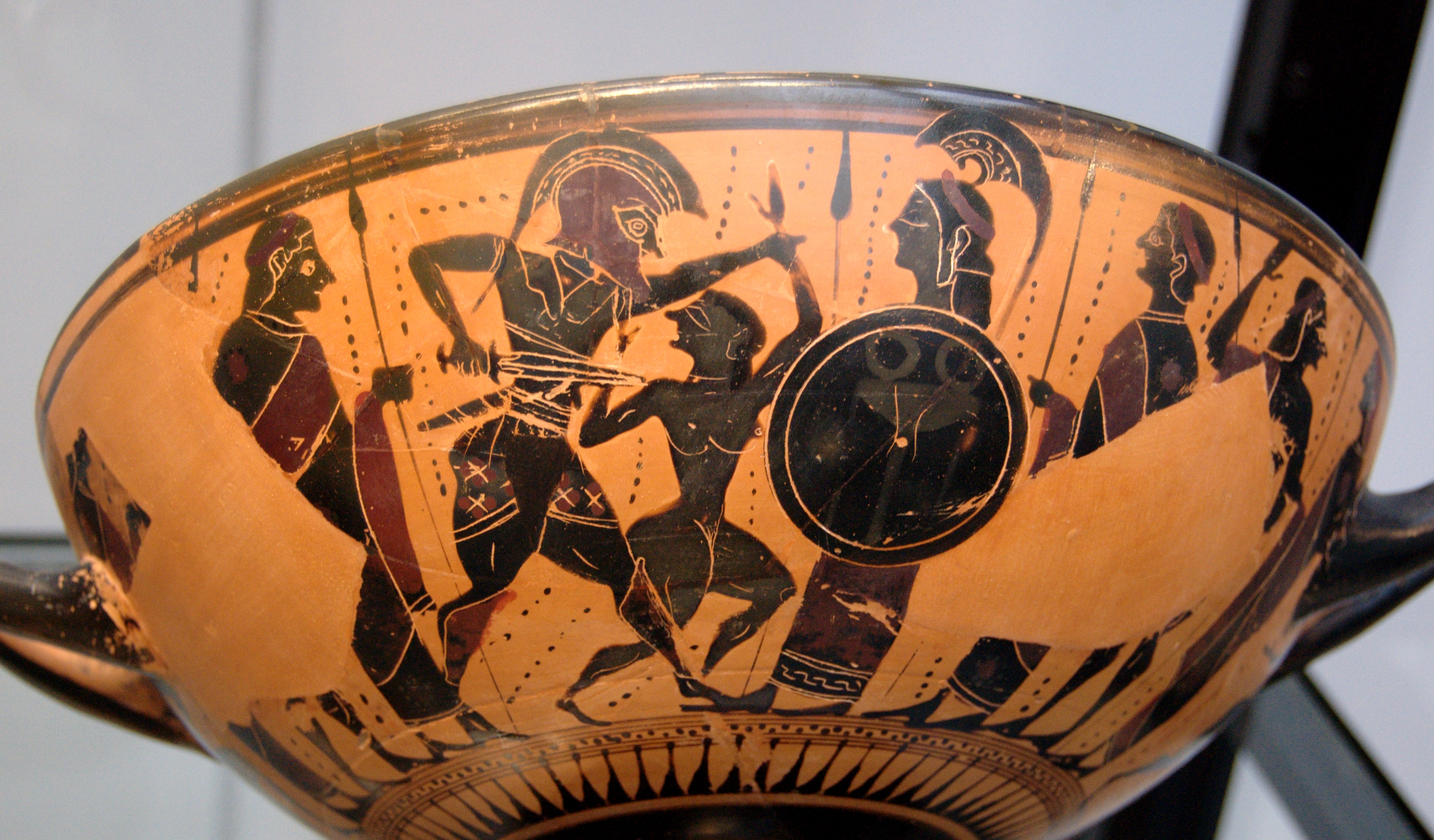
Аякс Малий і Кассандра на чорнофігурному аттичному килику, близько 550 року до н. е. Державне античне зібрання, Мюнхен

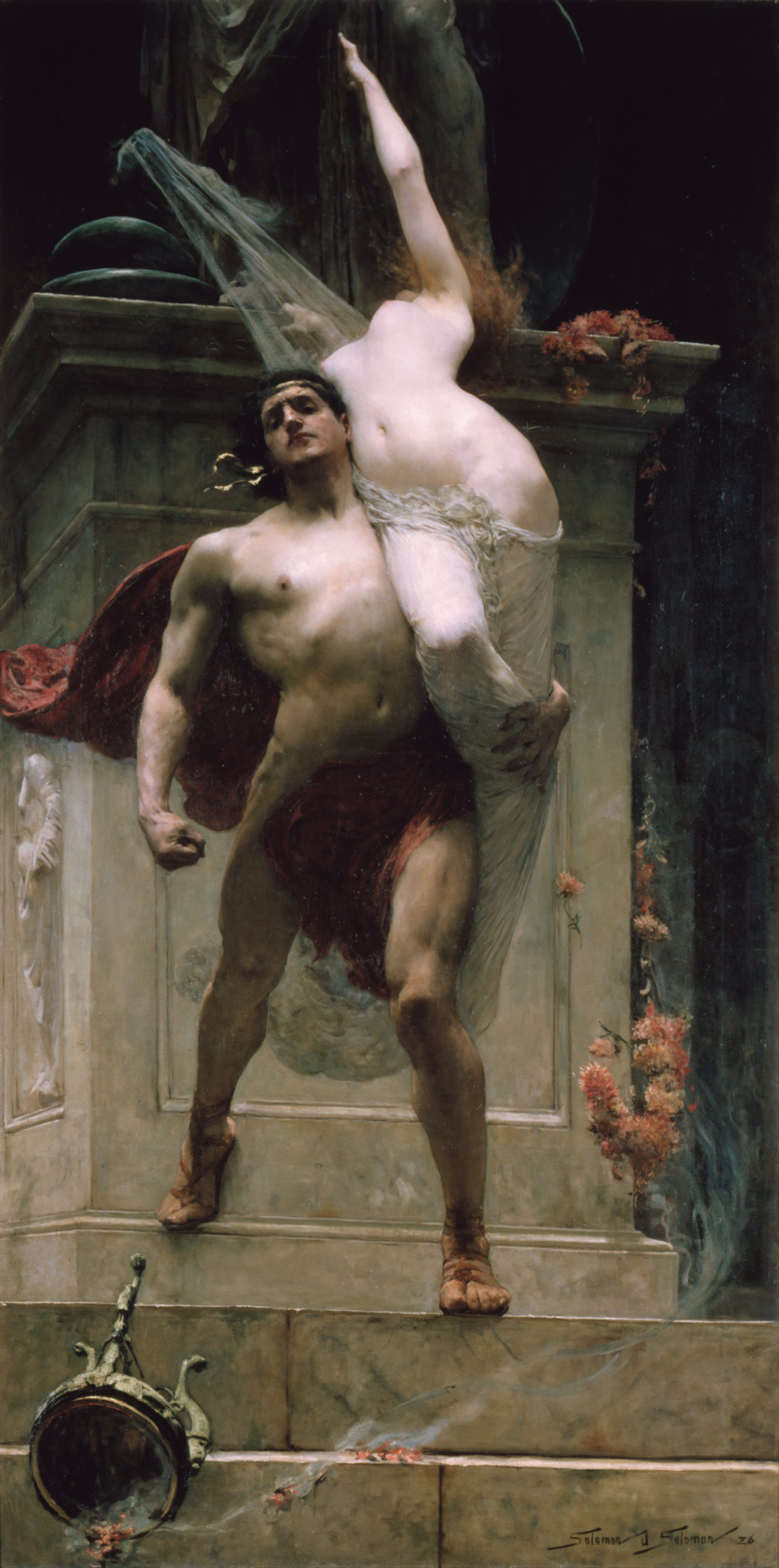
«Аякс і Кассандра», 1886 рік. Соломон Джозеф Соломон. Балларату, Австралія

Вперше згаданий в «Іліаді» Гомера в якості героя, який привів під стіни Трої 40 кораблів (за версією Псевдо-Гігіна кораблів було 20). Одночасно відбувається порівняння двох Аяксів — Оїліда, царя Локриди, і Теламоніда, царя Саламіна. В «Іліаді» Аякс Оїлід представлений хоч і «не таким могутнім» в порівнянні зі своїм тезкою, але все ж великим героєм, майстерним списометальником і прекрасним бігуном, з яким ніхто «з ним-бо змагатись ногами не міг би». Гомер перераховує обох Аяксів серед найбільш хоробрих греків, які зважилися битися з Гектором. Він хоробро бився під час битви при кораблях, захищав тіло Патрокла.
Перед поминальними іграми по Патроклу, які влаштував Ахілл, Аякс затіяв суперечку з критським царем Ідіоменеєм. Змагався в бігу з Одіссеєм і Антілохом. Був близький до перемоги, але через втручання Афіни послизнувся на лайні та впав, так що перемогу в змаганні здобув Одіссей.
В «Іліаді» вбив двох троянців — Сатнія і Клеобула. Згідно з Псевдо-Гігіном, вбив 24 воїни, з яких знатними були Гаргас і Гавій.

### Взяття Трої та загибель

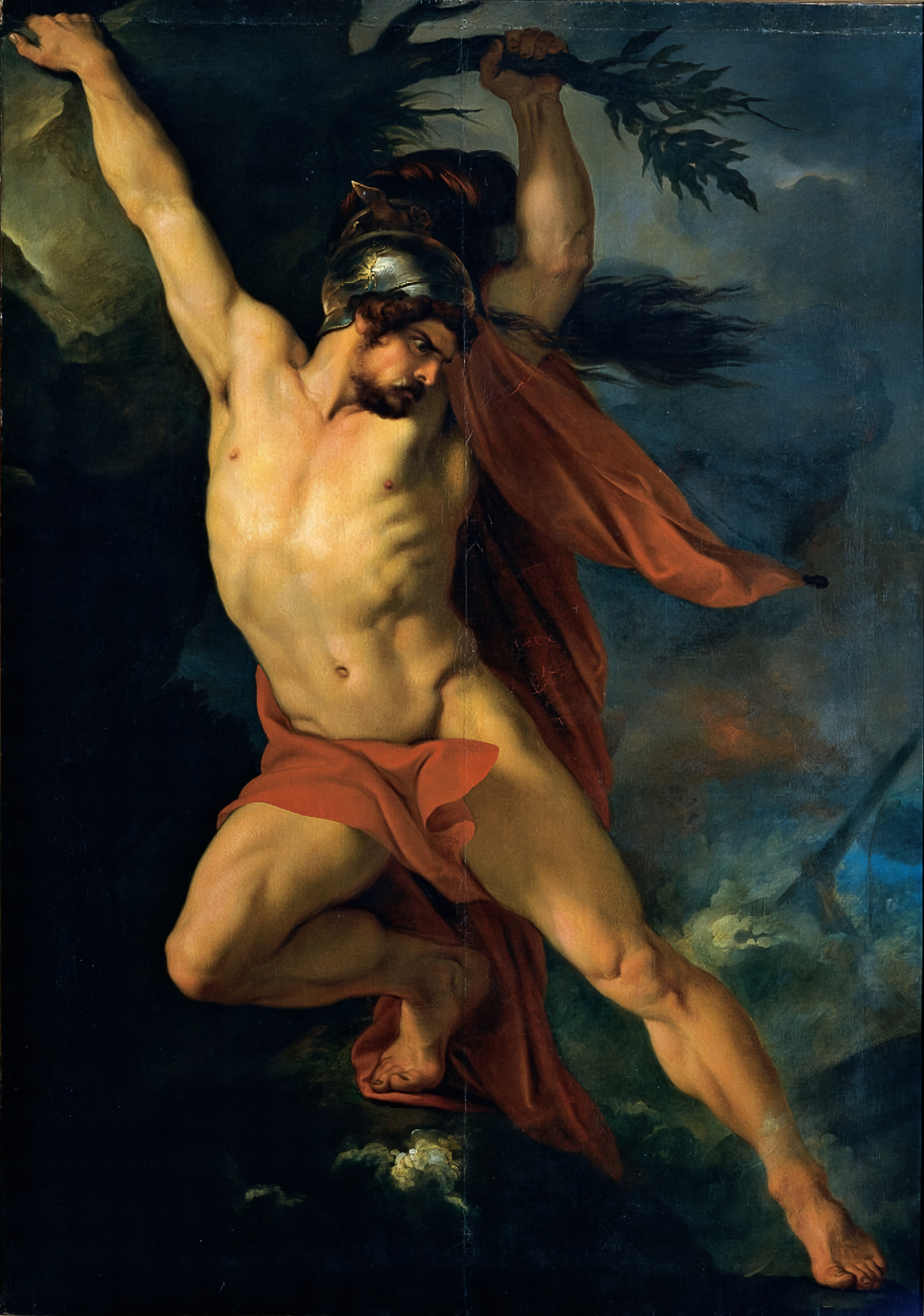
«Аякс Малий», Francesco Sabatelli 1829

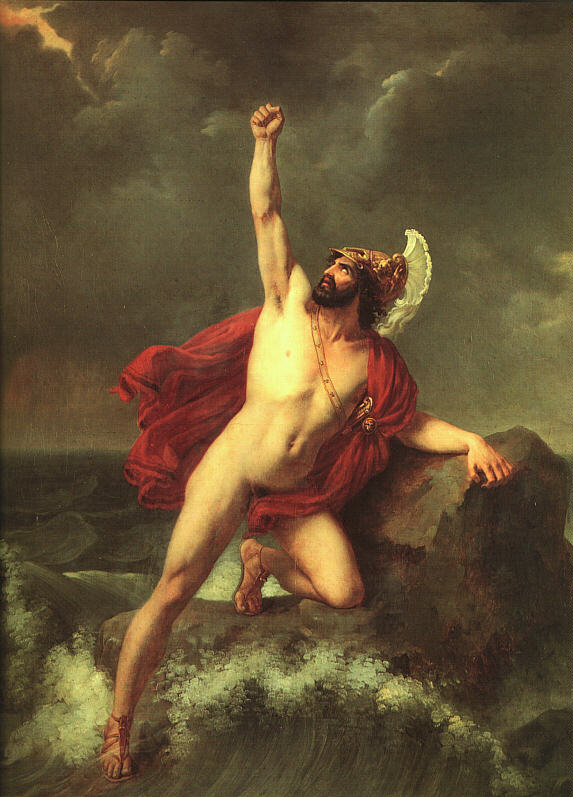
«Аякс», 1820 рік, Анрі Серрюр. Палац образотворчих мистецтв, Лілль, Франція

Сидів у Троянському коні Під час взяття Трої Аякс звершив святотатство. Він зґвалтував дочку Пріама Касандру, яка шукала захисту у статуї богині Афіни. Такий ганебний вчинок вразив греків. На нараді царів Одіссей навіть пропонував побити його камінням. Аякс заради порятунку був змушений дати якусь клятву. Про її зміст нічого не відомо, крім того, що Афіна залишилася незадоволеною. Богиня не прийняла клятву Аякса і не дала ахейцям покинути Трою. Тоді греки вирішили побити Аякса камінням, але той знайшов притулок біля вівтаря самої Афіни. Ситуація стала мати безвихідний характер: для умиротворення гніву Афіни треба було порушити священний закон недоторканності того, хто просить бога про захист біля вівтаря, порушення недоторканності якого цей гнів і викликало. В результаті Афіна розсердилася ще більше, як на Аякса, так і на греків, яким вона до цього допомагала.
Під час повернення додому, коли корабель з Аяксом знаходився біля Гирейських скель поблизу південного краю Евбеї, розлючена Афіна метнула в судно перун, або влаштувала бурю. Сам герой врятувався: він вчепився за скелю і почав похвалитися, що живий всупереч волі богів. Цим Аякс розгнівав Посейдона, після чого бог морів розколов скелю тризубом. Аякс впав у море і загинув. Його тіло поховала Фетіда на Міконосі або на Делосі. Таким чином богиня посмертно віддячила Аяксові за те, як він самовіддано захищав тіло її сина Ахілла від троянців.
Згідно Стефану Візантійському мав сина Банавра, епоніма Банаврідів, островів в Тірренському морі.

## Два Аякса
В «Іліаді» представлені два Аякса — цар Саламіну Теламонід і цар Локріди Оїлід. Зовні вони протилежні: саламінський Аякс — велетень з баштовим щитом, локрійський — низький, бігун, озброєний луком. Однак історики вважають, що спочатку існував лише один Аякс, а потім його культ роздвоївся. Зазвичай роздвоєння культу виникає при його поширенні в різних областях, в кожній з яких виникають місцеві перекази та відмінні риси. В цьому випадку мова може йти про поетичне роздвоєння Аяксів, необхідне при узгодженні двох версій загибелі.
Спочатку Аякс був покровителем кораблів у народів, що жили на узбережжі Саронічної затоки і в Локриді, звідки його культ поширився в Італію. Ця його функція знайшла відображення в «Іліаді», де Аякс захищав від троянців грецькі кораблі. Аякс Малий не грає в поемі настільки значної ролі, як його тезка. Він убив лише двох троянців, постійно перебував у тіні Аякса Великого. Їх часто згадують разом. Так, наприклад, обидва герої хотіли битися з Гектором, але ахейці помолилися, щоб жереб упав на «Аякса», за замовчуванням, Великого. Розщеплення культу Аяксів відбулося до написання «Іліади», а потім обидва образи проникли в різні пісні та поеми про Троянську війну, а звідти — в «Іліаду».
На образ Аяксів в «Іліаді» вплинули не тільки особливості культів в різних областях Еллади, а й кіклічні поеми, в яких Аяксу Оїліду приписали святотатські вчинки. Цим можна пояснити висміювання Аякса Малого під час змагання в бігу з Одіссеєм і Антілохом, де герой з волі Афіни оступився і впав обличчям в гній. Автори кіклічних поем, скоріш за все, негативно ставилися до локрів і їх героїв.
У переносному сенсі словосполученням «два Аякса» стали позначати нерозлучних друзів.

## Культ

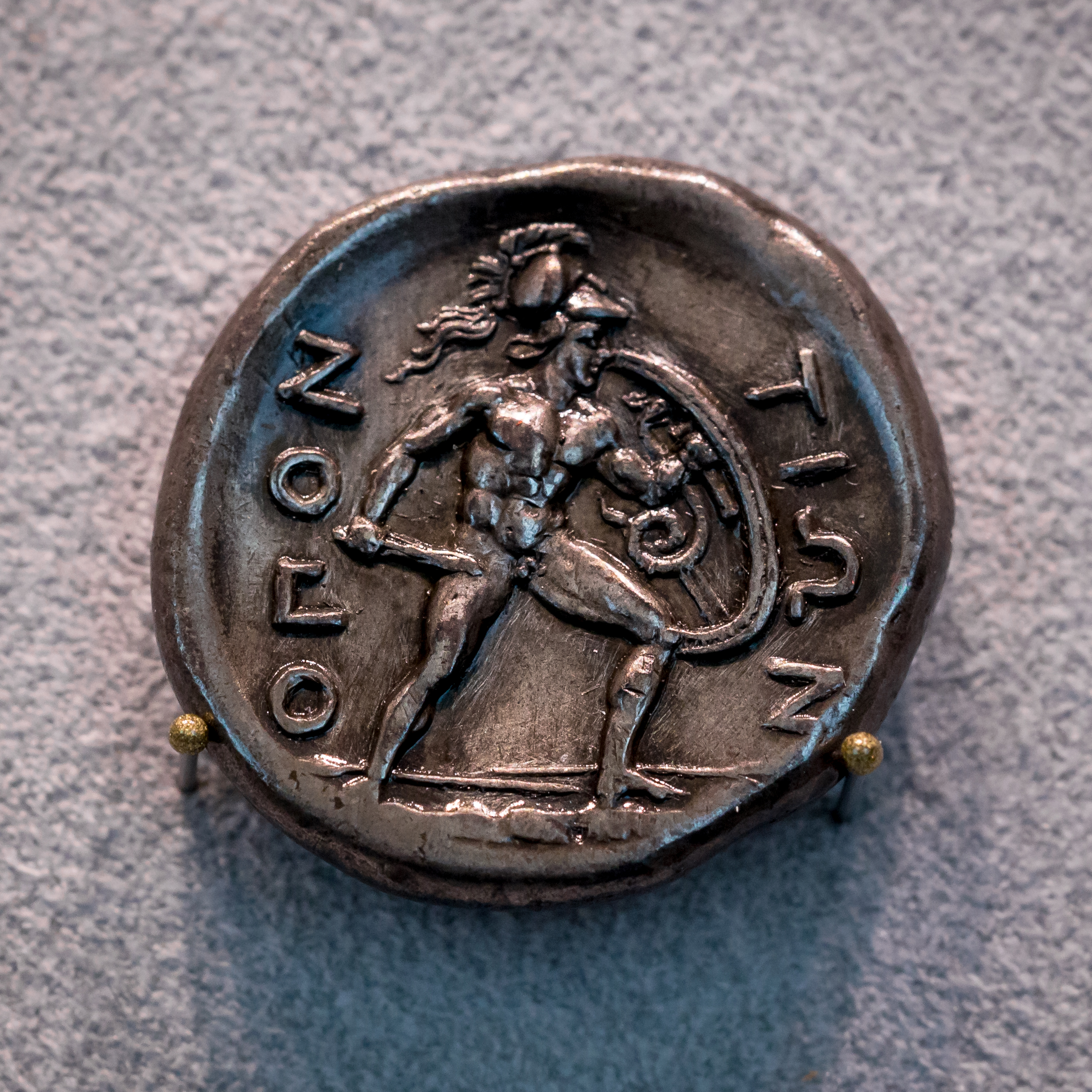
Локридський статер 380—360 років до н. е. із зображенням Аякса

У Локриді сформувався місцевий культ Аякса. Зображення героя поміщали на монетах, закликали як військового покровителя під час боїв. Його вівтар знаходився в Опунті. Павсаній передає легенду як італійські локри закликали Аякса перед битвою з кротонцями. Герой не тільки допоміг їм перемогти, а й поранив ворожого головнокомандувача Леоніма. Останній зміг вилікуватися лише після того, як відвідав Дельфійського оракула. Піфія веліла йому відправитися на Левку, де до Леоніма з'явився Аякс та інші міфологічні герої. Дана історія практично дослівно повторює легенду про Форміона Кротонського і Діоскурів.
З функцією Аякса «покровителя моряків» пов'язаний звичай відправляти в море корабель із жертвопринесенням під чорними вітрилами, який потім підпалювали. Також в Локриді існував, зафіксований в декількох античних джерелах, звичай відправляти в Іліон двох дівчат в храм Афіни. Вони входили в місто вночі. Обряд вимагав, щоб Дівам по дорозі до храму погрожували побиттям камінням. У храмі дівчата служили богині до самої їх смерті. За однією версією, обряд виник під впливом епічних сказань про святотатство Аякса, який зґвалтував Кассандру, яка просила заступництво біля вівтаря Афіни. За іншою, обряд первинний, а міф сформувався для його обґрунтування.
Стародавні догомерівські святилища Аякса Еантейони існували в Троаді, на Міконосі, у Візантії та інших прибережних місцях Еллади. За однією з версій, локри, які брали участь у колонізації малоазійського узбережжя, пов'язали походження Аякса із легендарним троянським царем Ілом. Згодом це ім'я трансформувалося на іншого міфологічного персонажа Оїлея.

## У культурі

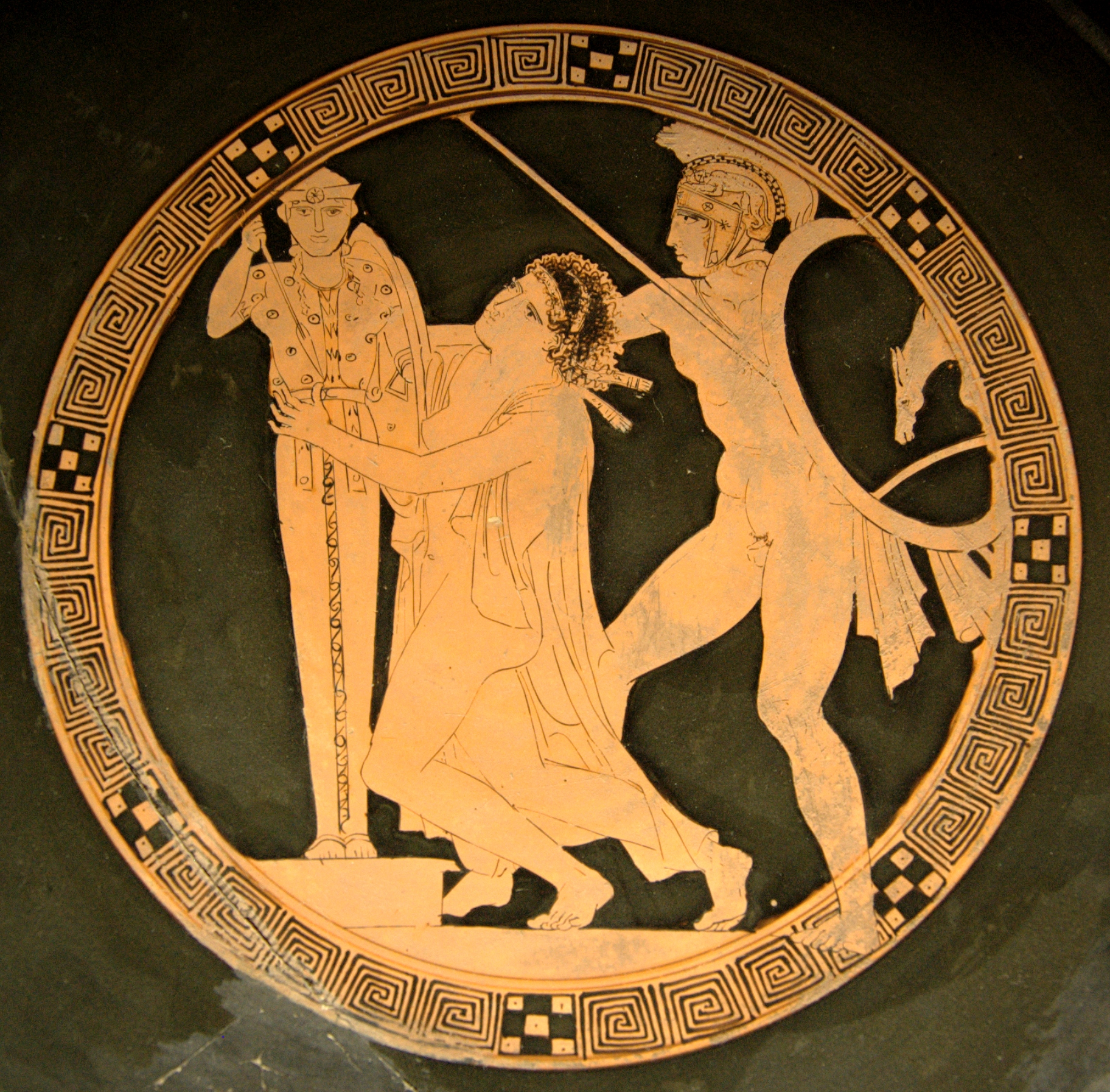
Аякс і Кассандра біля статуї Афіни, 440—430 до н. е. Лувр, Париж

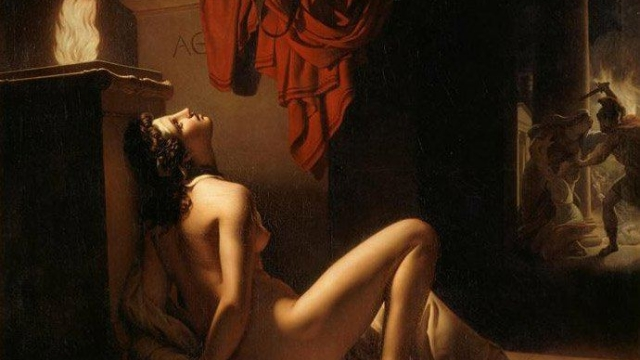
«Кассандра благає Мінерву помститися Аяксу», 1810 рік. Жером Мартен Ланглуа

### У літературі
Міф про Аякса став основою епічної поеми «Повернення» Гагія Трезенського. У ній описувалася загибель грецького флоту на зворотному шляху з Трої близько Евбеї. Буря, під час якої потонули грецькі кораблі, була послана Афіною як кара за зґвалтування Кассандри Аяксом. Діон Хрисостом описав порочність вчинку Аякса в «Троянській промові» словами: «якщо над Кассандрою дівою недоторканної святості, жрицею Аполлонової, яка обняла кумир у святилище Афіни, було скоєно насильство, і зробив це не який-небудь низький і нікчемний людисько, але як раз один з кращих». У тому ж дусі інтерпретує нещастя, які спіткали греків після взяття Трої, і Лікофрон у поемі «Александра».
Філострат Старший у «Діалозі про героїв» інтерпретував міф про Аякса по-своєму. У його викладі герой не здійснював насильства, а навпаки, намагався врятувати Кассандру. Він сховав віщунку у своєму наметі, але в неї закохався Агамемнон і забрав дівчину в Аякса. Прихильники верховного царя наклепили на Аякса, поширивши чутки про зґвалтування. Тоді локрідський герой втік на невеликому човні та загинув під час бурі. Його друзі знайшли тіло Аякса, яке поклали на корабель, запалили на ньому багаття і відправили в море.
Доля Аякса Оїліда стала сюжетом для однієї з трагедій Софокла — «Еант Локрійський», з якої збереглося лише кілька фрагментів. В одному з фрагментів, Афіна порівнювала Аякса з фракійським царем Лікургом, який вбив свого сина поруч з алтарем.
В Новий час Аякса Малого згадав Фрідріх Шиллер. У баладі «Свято побідників» письменник переосмислює гомерівський епос. Аякс Оїлід у Шиллера грубий, нарікає на «сліпоту богів» які не помилували великого Патрокла, але зберегли в живих мерзенного Терсіта.

### В образотворчому мистецтві та музиці
Міфологічні сюжети про Аякса розміщували на античні вази та глиняні посудини. Збереглася бронзова плакетка з Дельф близько 600 року до н. е., на якій зображено святотатство Аякса. В Помпеях збереглася фреска з відповідним сюжетом. Павсаній описав дві картини — в Афінах і Полігнота у Дельфах з Аяксом і Кассандрою.
У 1538—1539 роках Джуліо Романо написав фреску «Смерть Аякса», в якій дуже вільно трактував міфологічний сюжет. Мотив гравюри «Аякс і Кассандра» Пітера Пауля Рубенса також суттєво відрізняється від міфу. На ній зображені Купідон, що символізують взаємну любов. Серед творів стилю класицизм слід виділити картини «Аякс і Кассандра» Йоганна Тішбейна і Соломона Джозефа Соломона 1806 і 1886 років відповідно, «Аякс» Анрі Серрюра 1820 р. і «Кассандра благає Мінерву помститися Аяксу» Жерома Мартена Ланглуа 1810 року. Мотив двох картин «Аякс і Кассандра» пов'язаний з насильством над Кассандрою під час взяття Трої. Твір Соломона Джозефа Соломона, в якому поєднуються атлетична фігура Аякса і граціозної Кассандри, має еротичний відтінок. В «Аяксі» Анрі Серрюра міфологічний герой зображений в момент богохульства і похвальби, що він живий всупереч волі вищих сил. Французький художник Жером Мартен Ланглуа використав образ Кассандри, щоб зобразити горе зганьбленої жінки.
За мотивами міфів про Аякса Малого були створені опери композиторами Франческо Гаспаріні, Алессандро Скарлатті, Луї Жозефом Франкером та ін.

### Дослідження
- Грабарь-Пассек М. Е. Античные сюжеты и формы в западноевропейской литературе :  [рос.]. — Москва : Наука, 1966. — 318 с.
- Дильс Г. Дидактическая поэма Парменида :  [рос.] // Вестник Русской христианской гуманитарной академии. — 2020. — Т. 21, № 2. — С. 32—56. — ISSN 1819-2777. — doi:10.25991/VRHGA.2020.21.2.003.
- Клейн Л. С. Анатомия «Илиады» :  [рос.]. — Санкт-Петербург : Издательство С.-Петербургского университета, 1998. — 560 с. — ISBN 5-288-01823-5.
- Клейн Л. С. Каталог кораблей: структура и стратиграфия :  [рос.] // Stratum plus. Археология и культурная антропология. — 2000. — № 3. — С. 17—51.
- Корецкая М. А. Смерть в терминах престижной траты: взаимная конвертация хюбриса и харизмы :  [рос.] // Вестник Самарской гуманитарной академии. Серия: Философия. Филология. — 2014. — Вып. 16, № 2. — С. 39—63. — ISSN 1998-913X.
- Куйкина Е. С. Гомеровский эпос в балладе Ф. Шиллера «Торжество победителей» и перевод В. А. Жуковского :  [рос.] // Актуальные проблемы классической филологии. Материалы Всероссийской научной конференции. — Петрозаводск : Петрозаводский государственный университет, 2016. — С. 45—57.
- Обнорский В. Аяксы // Энциклопедия классической греко-римской мифологии :  [рос.]. — Остеон-Групп, 2014. — 2400 с. — ISBN 978-5-85689-024-1.
- Тахо-Годи А. А.[ru]. Аякс // Мифы народов мира :  [рос.] / Главн. ред. С. А. Токарев. — Москва : Советская энциклопедия, 1980. — С. 121—122.
- Хёльшер Ф. Аякс и Неоптолем в изобразительном искусстве: как греки осмысляли жестокость своих героев :  [рос.] // Шаги/Steps. — Российская академия народного хозяйства и государственной службы при Президенте Российской Федерации, 2020. — Т. 6, № 2. — С. 130—143. — ISSN 2412-9410. — doi:10.22394/2412-9410-2020-6-2-130-143.
- Ярхо В. Н.[ru]. Елена // Мифы народов мира :  [рос.] / Главн. ред. С. А. Токарев. — Москва : Советская энциклопедия, 1980. — С. 356—358.
- Ярхо В. Н. Троянская война // Мифы народов мира :  [рос.] / Главн. ред. С. А. Токарев. — Москва : Советская энциклопедия, 1980. — С. 999—1001.
- Elizabeth S. Belfiore. Murder among Friends: Violation of Philia in Greek Tragedy :  [англ.]. — Oxford University Press, 2000. — 304 p.
- Fleischer C. Aias d. Lokrer // Ausführliches Lexikon der griechischen und römischen Mythologie :  [нім.] / Roscher Wilhelm Heinrich. — Leipzig : Druck und Verlag von B. G. Teubner, 1884—1890. — Bd. I. — Kol. 133—139.
- Moog-Grünewald M. Mythenrezeption. Die antike Mythologie in Literatur, Musik und Kunst von den Anfängen bis zur Gegenwart :  [нім.]. — Stuttgart, Weimar : Verlag J. B. Metzler, 2008. — ISBN 978-3-476-00080-4.
- Toepffer J.[de]. Aias 4 // Paulys Realencyclopädie der classischen Altertumswissenschaft :  [нім.] / Georg Wissowa. — Stuttgart : J. B. Metzler’sche Verlagsbuchhandlung, 1893. — Bd. I, Erste Hälfte (I, 1). — Kol. 936—940.
- Tümpel K.[de]. Banauros // Paulys Realencyclopädie der classischen Altertumswissenschaft :  [нім.] / Georg Wissowa. — Stuttgart : J. B. Metzler’sche Verlagsbuchhandlung, 1896. — Bd. II,2. — Kol. 2846.